# Високе
Високе (руанда и фр. Bisoke) — стратовулкан на границе ДР Конго и Руанды.
Вулкан имеет симметричную форму. Высота вершины — 3711 метров. Его окружают 8 вулканических конусов. В вершинном кратере располагается озеро, диаметром 450 м. Северо-восточная и юго-западная покрыта вулканическими холмами, состоящие из трахиандезитов. К северо-востоку в сторону вулкана Сабинио (англ.  Sabyinyo) расположены шлаковые конусы. Застывшие вулканические лавы состоят из лейцитов, оливинов, нефеленитов, базанитов. В результате единственного извержения вулканического конуса Мугого, произошедшего 1 августа 1957 года, в 11 км от Високе образовались два 40-метровых вулканических конуса. Извержение сопровождалась неоднократными землетрясениями и продолжалась около 42 часов. Потоки лавы проделали путь длиною 1 км от эпицентра извержения.